# 衣通姫

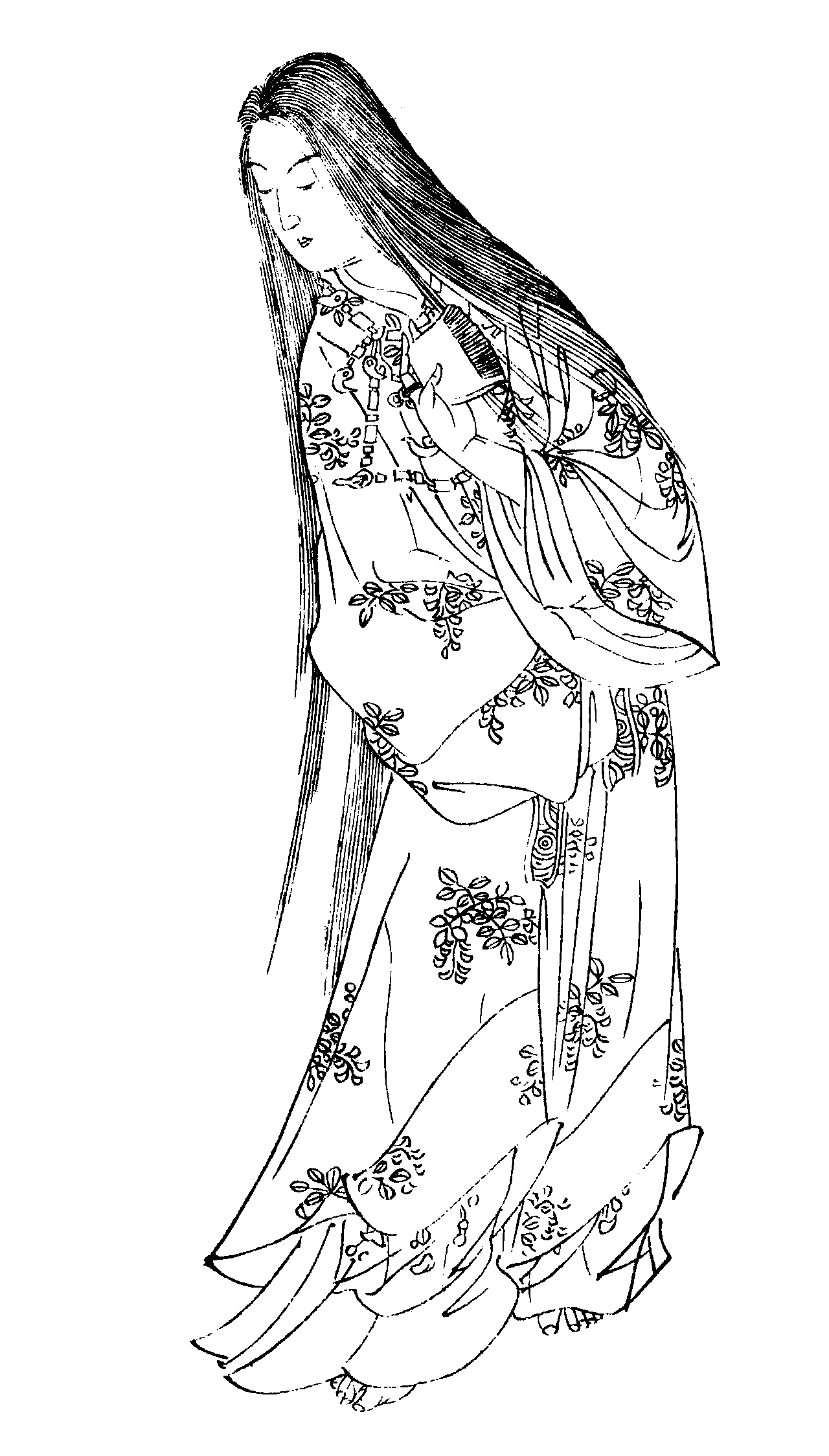
衣通姫（菊池容斎『前賢故実』より）

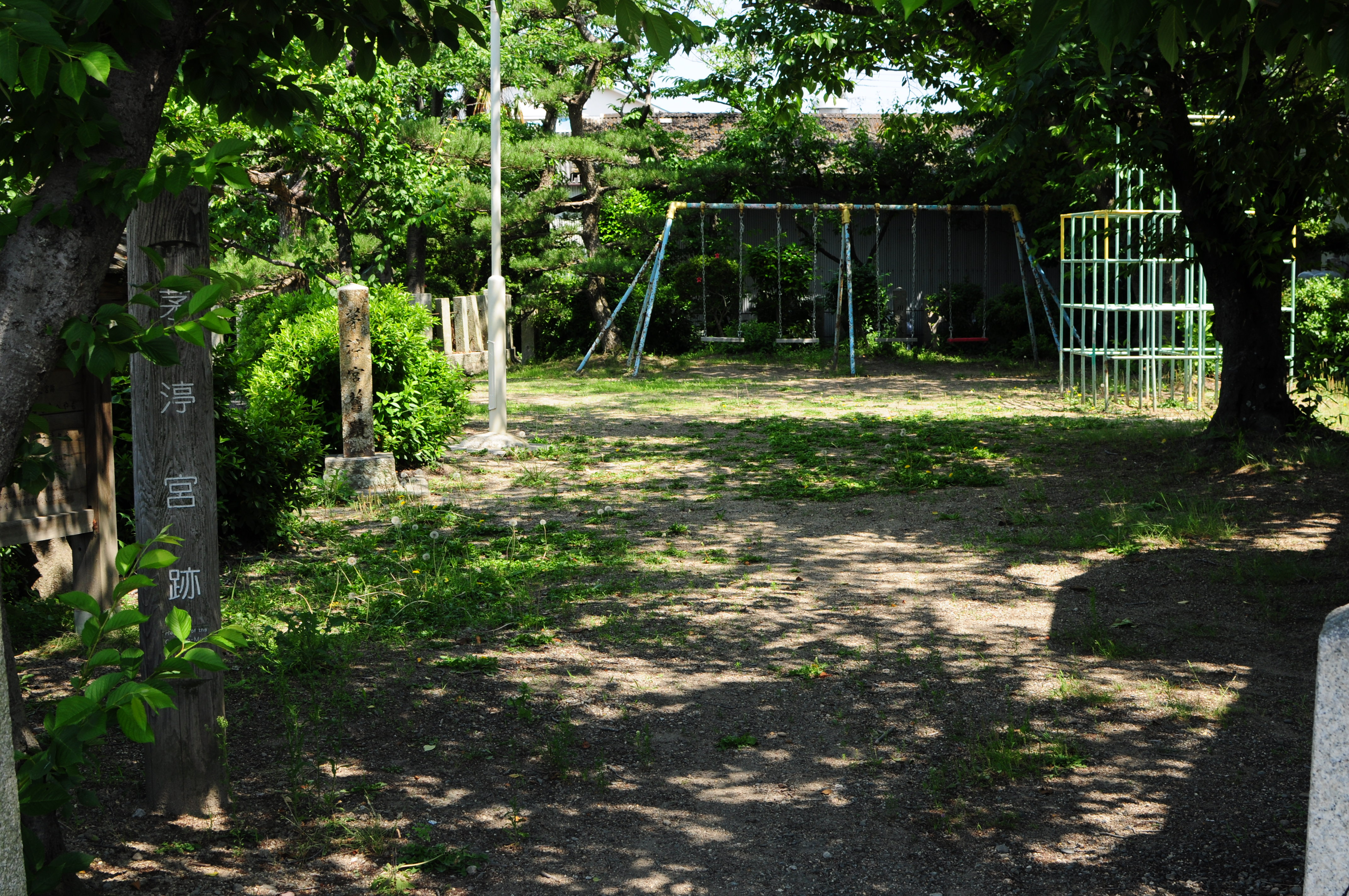
茅渟宮跡（大阪府泉佐野市）

衣通姫（そとおりひめ、そとほりひめ、そとおしひめ）は、記紀にて伝承される女性。『日本書紀』では衣通郎姫、『古事記』では衣通郎女・衣通王と表記され、叔母と姪の関係にある別の人物の名である。大変に美しい女性であり、その美しさが衣を通して輝くことからこの名の由来となっており、本朝三美人の一人に数えられる。和歌に優れていたとされ、和歌三神の一柱としても数えられる。
記紀の間で衣通姫の設定が異なる。
『古事記』には、允恭天皇皇女の軽大郎女の別名とし、同母兄である軽太子と情を通じるタブーを犯す。それが原因で允恭天皇崩御後、軽太子は群臣に背かれて失脚、伊予へ流刑となるが、衣通姫もそれを追って伊予に赴き、再会を果たした二人は心中する（衣通姫伝説）。
『日本書紀』においては、允恭天皇の皇后忍坂大中姫の実妹・弟姫とされ、允恭天皇に寵愛された妃として描かれる。近江坂田（現在の滋賀県米原市）の住まいへ允恭天皇が差し向けた中臣烏賊津に対して、実姉が皇后であることを理由に入内を固辞したが、入内するまで退かないと烏賊津が7日間も庭に平伏したため、入内することとなった。しかし、実姉が皇后であるため、允恭天皇の宮とは別の宮である大和の藤原宮（現在の奈良県橿原市）に住んだ。皇后が雄略天皇を出産した際に、允恭天皇が衣通郎姫の許に通っていたことが発覚するなど、允恭天皇と皇后の関係が悪化。衣通郎姫は藤原宮よりも允恭天皇の宮から遠く離れた地へ移ると允恭天皇へ奏言。これを受けて藤原宮に代わって造営された河内の茅渟宮（ちぬのみや、現在の大阪府泉佐野市）へ衣通郎姫は移り住んだ。允恭天皇は遊猟にかこつけて衣通郎姫の許に通い続ける。皇后がこれを諌め諭すと、以後の行幸は稀になったという。
允恭天皇の宮は『古事記』には遠飛鳥宮（とおつあすかのみや）へ遷都した記述があるが、『日本書紀』にはない。『日本書紀』の場合、反正天皇の宮であった河内の丹比柴籬宮（たじひのしばかきのみや、現在の大阪府松原市）を使い続けている可能性もある。また、遠飛鳥については大和・河内のいずれであるか意見が分かれ、大和の場合は現在の奈良県高市郡明日香村、河内の場合は現在の大阪府羽曳野市などにあたる。茅渟宮の場所はのちに河内から分割された和泉の日根郡上之郷に比定されており、允恭天皇の宮の場所が大和飛鳥・河内飛鳥・河内丹比のいずれであっても、允恭天皇の宮からの距離は藤原宮よりも遠くなる。
紀伊で信仰されていた玉津島姫と同一視され、和歌三神の一柱であるとされる。現在では和歌山県和歌山市にある玉津島神社に稚日女尊、神功皇后と共に合祀されている。